# Worpsweder Kunsthütte
Die ehemalige Worpsweder Kunsthütte, Hinterm Berg 12, in der niedersächsischen Gemeinde Worpswede wurde im ersten Drittel des 20. Jahrhunderts gebaut. Aktuell (2025) wird sie gewerblich genutzt.
Das Gebäude steht unter Denkmalschutz (siehe auch Liste der Baudenkmale in Worpswede).

## Geschichte und Beschreibung
Das eingeschossige giebelständige schlichte verklinkerte Gebäude als rechteckiger Holzständerbau mit flachem Walmdach und westlichen, dicht gereihten Fenstern wurde 1921 nach Plänen von Bernhard Hoetger als Atelier und Teil der Kunsthütten gebaut. Bis 1927 wurde es als Atelier genutzt. Daneben steht als weitere Kunsthütte die ebenfalls denkmalgeschützte Töpferei.
Das Landesdenkmalamt befand u. a.: „… eine der von Bernhard Hoetger gegründeten ‚Worpsweder Kunsthütten‘, in denen Kunsthandwerker unter seiner Leitung selbständig Gegenstände herstellen sollten … .“
Der Architekt Hoetger entwarf in Worpswede auch das Landhaus Brunnenhof (1914), den Niedersachsenstein (1922), die Töpferei (1921), Haus Hoetger (1922), das Kaffee Worpswede (1925), das Gästehaus (1926) und die Kunstschau (1927).